# Kruttornet, Riga
Kruttornet (lettiska: Pulvertornis) är ett befäst kruthus i Riga i Lettland från 1600-talet.
Tidigare fanns på platsen det på 1300-talet byggda Sandtornet (tyska: Sandturm), bredvid Sandporten, som var en av Rigas stadsportar. Sandtornet hade sitt namn efter tillfartsvägen från Pskov till staden, "Stora sandvägen", och var en del av stadens befästningar. Tornet blev 1515 ett kanontorn, vilket förstördes av svenska armén vid erövringen av Riga 1621. 
Ett nytt 25 meter högt torn, och med en diameter på 14,5 meter, uppfördes 1650. Dess väggar var tre meter tjocka. Vid ryssarna erövring av Riga 1710 under stora nordiska kriget slog nio kanonkulor i tornet utan att åstadkomma någon egentlig skada.
I slutet av 1800-talet disponerades tornet av studentföreningen Rubonia på Rigas polytekniska institut. Det restaurerades 1891 och fick då sitt nuvarande utseende.
År 1919 inrättades Lettlands krigsmuseum i Kruttornet. Mellan 1937 och 1940 gjordes en tillbyggnad, dit museet flyttade. Detta krigsmuseum stängdes 1940. Det nuvarande öppnade 1990.

## Fotogalleri

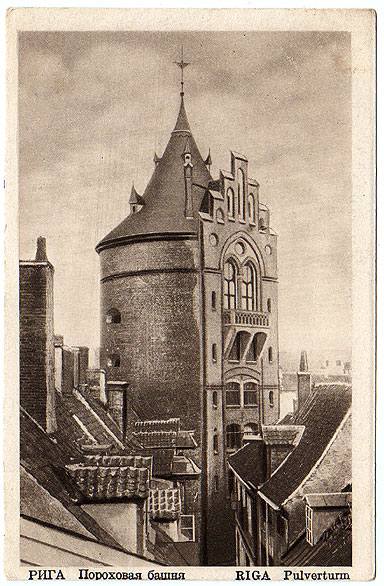
Vykort från början av 1900-talet
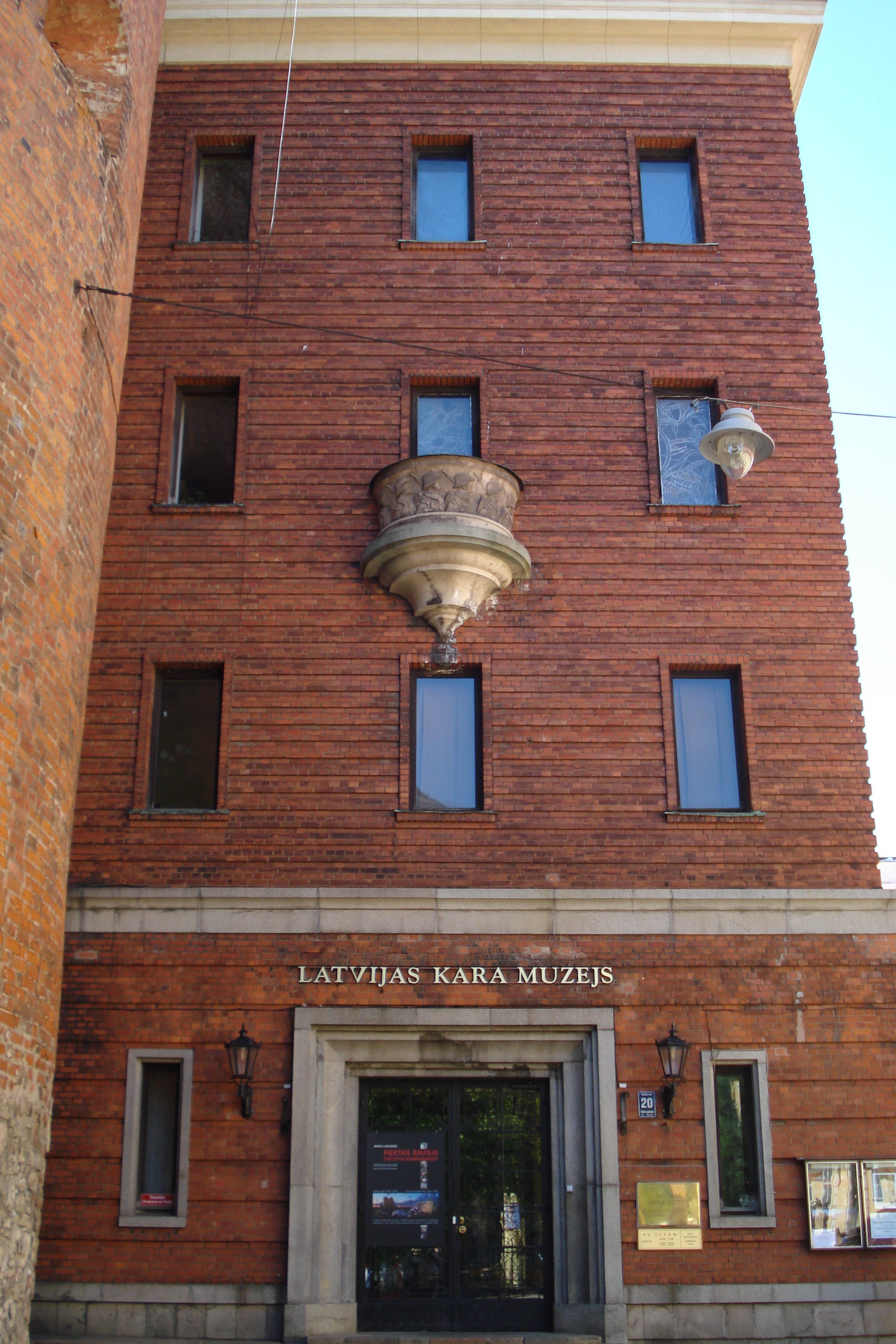
Ingången till Lettlands krigsmuseum